# Djalil Narjissi

a Compétitions nationales et continentales officielles uniquement.

b Matchs officiels uniquement.
Dernière mise à jour le 15 novembre 2020.
Djalil Narjissi, né le 18 janvier 1980 à Casablanca, est un joueur marocain de rugby à XV évoluant au poste de talonneur. International marocain, il possède de plus la nationalité française.

## Biographie
Formé en région parisienne, il commence sa carrière professionnelle au sein du Castres olympique, club avec lequel il remporte le Challenge Sud-Radio en 2003.
Il part ensuite pour Agen où durant la saison de Top 16 2004-2005, il joue 18 matchs de championnat et marque un essai. En novembre 2005, il est sélectionné avec les Barbarians français pour jouer un match contre l'Australie A à Bordeaux. Les Baa-Baas s'inclinent 42 à 12.
Présent au SU Agen depuis 2004, il est laissé libre de contrat à l'issue de la saison 2015-2016.
En 2018-2019, il entraîne l'AS Fleurantine en Fédérale 1. En 2019, il rejoint l'US Marmande.
En novembre 2020, il est nommé entraîneur des avants du SU Agen aux côtés du nouveau manager Régis Sonnes et de l'entraîneur des arrières Sylvain Mirande. Il quitte finalement ce poste un mois plus tard, ne pouvant concilier sa profession de pompier à mi-temps et une formation d'entraîneur indispensable pour entraîner au plus haut niveau. Il explique quelques mois plus tard être parti à la suite de désaccords avec le management de Régis Sonnes.

## Palmarès

### En sélection
- Champion d'Afrique avec le Maroc en 2005

### En club
Avec le Castres olympique
- Challenge Sud Radio :
  - Vainqueur (1) : 2003

Avec le SU Agen
- Championnat de France de Pro D2 :
  - Champion (1) : 2010

Avec l'AS Fleurance
- Championnat de France de Fédérale 2 :
  - Vice-champion (1) : 2018

## Équipe du Maroc
- 39 sélections[4]
- Il a aussi joué pour les Léopards, sélection pan-africaine.